# Racot (gromada)
Racot – dawna gromada, czyli najmniejsza jednostka podziału terytorialnego Polskiej Rzeczypospolitej Ludowej w latach 1954–1972.
Gromady, z gromadzkimi radami narodowymi (GRN) jako organami władzy najniższego stopnia na wsi, funkcjonowały od reformy reorganizującej administrację wiejską przeprowadzonej jesienią 1954 do momentu ich zniesienia z dniem 1 stycznia 1973, tym samym wypierając organizację gminną w latach 1954–1972.
Gromadę Racot z siedzibą GRN w Racocie utworzono – jako jedną z 8759 gromad na obszarze Polski – w powiecie kościańskim w woj. poznańskim, na mocy uchwały nr 26/54 WRN w Poznaniu z dnia 5 października 1954. W skład jednostki weszły obszary dotychczasowych gromad Choryń, Darnowo, Katarzynin, Racot (bez obszaru leśnego włączonego do nowej gromady Lubosz Nowy) i Wyskoć oraz części wsi: Gryżyna (karta mapy 1, działki 18-20), Spytkówki (karta mapy 1, parcele 31-32) i Witkówki (karta mapy 3, parcele 17-19 i 36) z, odpowiednio, dotychczasowych gromad Gryżyna, Spytkówki i Witkówki ze zniesionej gminy Racot w tymże powiecie. Dla gromady ustalono 22 członków gromadzkiej rady narodowej.
1 stycznia 1960 do gromady Racot włączono obszar zniesionej gromady Gryżyna w tymże powiecie.
Gromada przetrwała do końca 1972 roku, czyli do kolejnej reformy gminnej. 1 stycznia 1973 w powiecie kościańskim reaktywowano gminę Racot  (zniesiono ją ponownie w styczniu 1976).